# Abschrift

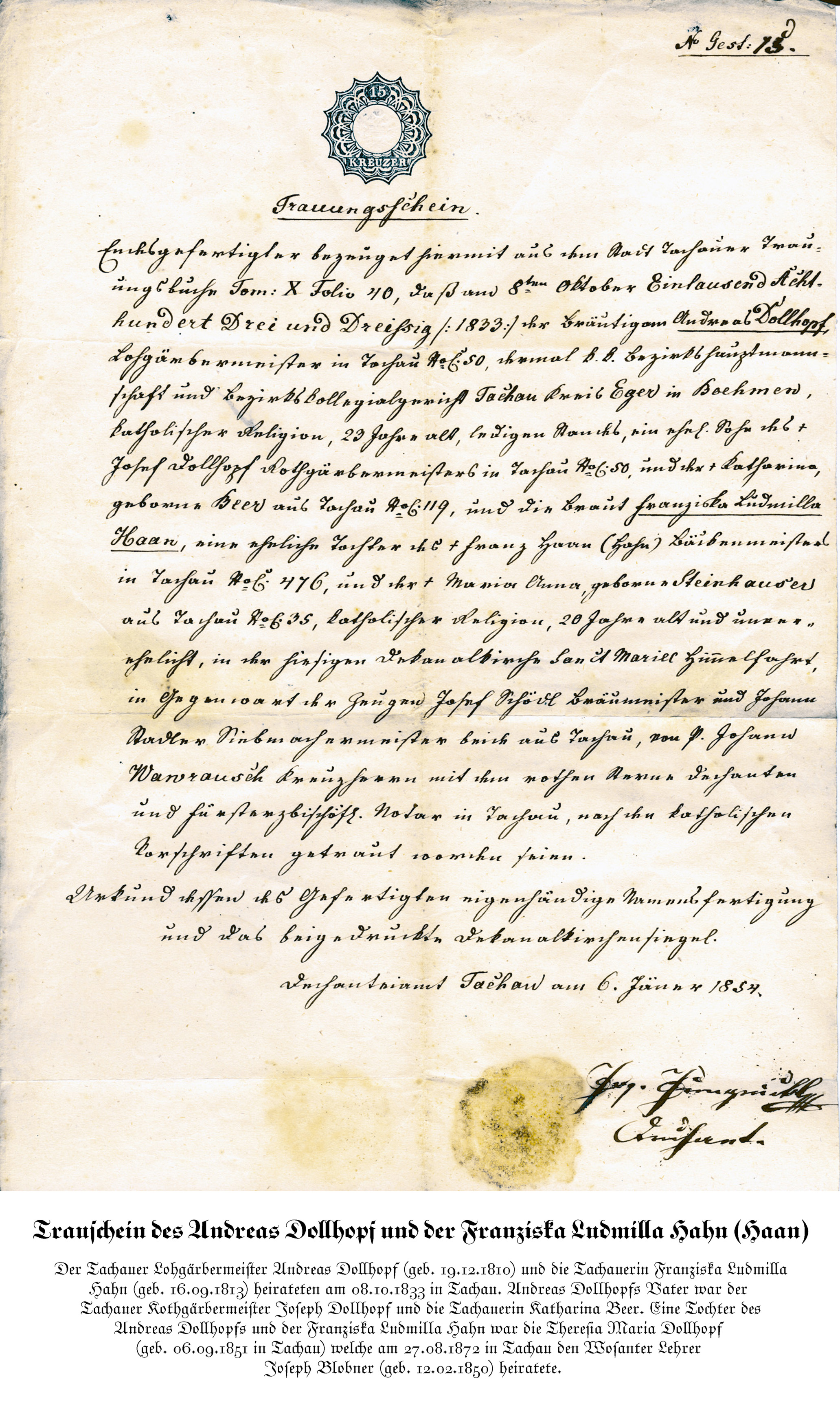
Abschrift einer k.u.k. Heiratsurkunde aus dem Jahre 1854

Bei der Abschrift handelt es sich allgemein um eine inhaltsgleiche (identische), also wortgetreue Vervielfältigung eines Schriftstücks, speziell im Rechtsverkehr um die behördlich oder notariell bestätigte gleich lautende Wiedergabe einer Originalvorlage.

## Allgemeines
Abschriften werden benötigt, wenn das Original nicht in Umlauf gebracht wird, nicht verfügbar ist oder mehreren Beteiligten ein bestimmter Vorgang gleichzeitig bekannt gemacht werden soll. Abschriften (abgeleitet von „Abschreiben“) von papiergebundenen Urkunden erfolgten früher durch das Abschreiben der Urschrift in Handschrift oder mit Schreibmaschine, bis die Fotokopie erfunden wurde. In diesen Abschriften war stets die Unterschrift oder eine Namenszeichnung durch „gez. (Name)“ kenntlich zu machen. Die Abschrift einer privatschriftlichen Urkunde durch eine fremde Handschrift oder durch Schreibmaschine veränderte auch das optische Bild des Originals. Das Erfordernis einer optischen Übereinstimmung wurde seit jeher nicht als notwendige Voraussetzung einer beglaubigten Abschrift angesehen.
Nachdem die Möglichkeit bestand, Lichtbilder und Fotokopien herzustellen, wurde unter Hinweis auf den Wortsinn „Abschrift“ die Verwendung von Fotokopien für die Erstellung von beglaubigten Abschriften bezweifelt. Eine Verordnung vom 21. Oktober 1942 mit dem Titel „Verordnung zur Vereinfachung des Verfahrens auf dem Gebiet des Beurkundungsrechts“ stellte erstmals klar, dass die Erstellung einer beglaubigten Abschrift durch Lichtbild statthaft ist. Mit der Einführung von Fotokopien bestand bei der Justiz und den Notaren zunächst eine Unsicherheit darüber, ob die Verwendung bei der Fertigung von Abschriften überhaupt zulässig sei. Mit dem Beurkundungsgesetz vom 28. August 1969 wurde dieser Streit durch die Neufassung des § 39 BeurkG beendet. Dort wird die „Abschrift“ gesetzlich definiert: „Bei der Beglaubigung von Abschriften, Abdrucken, Ablichtungen und dergleichen (Abschriften) …..“. Ablichtung ist seitdem der juristische, in der Umgangssprache selten benutzte Ausdruck für eine fototechnische Vervielfältigung. Mit dieser Formulierung hat der Gesetzgeber zudem verdeutlicht, dass es ihm nicht auf die Technik der Herstellung einer Abschrift ankommt, sondern auf das Kriterium der inhaltlichen Übereinstimmung mit dem Original. Mit der Wortwahl „und dergleichen“ hat der Gesetzgeber zudem weitsichtig sogar technische Weiterentwicklungen wie die nunmehr mögliche beglaubigte elektronische Abschrift zugelassen.
Man unterscheidet im Rechtsverkehr die einfache (unbeglaubigte), die beglaubigte Abschrift und die beglaubigte elektronische Abschrift. Zweck der beglaubigten Abschrift ist es, dass in ihr der Notar die inhaltliche Übereinstimmung einer bestimmten Abschrift mit einer bestimmten Hauptschrift bestätigt. Die optische Übereinstimmung wird nicht verlangt. Die Beweiskraft einer beglaubigten Abschrift ist höher als die einer unbeglaubigten einfachen Abschrift.

## Beglaubigung durch Behörden
Die Beglaubigung durch Behörden wird amtliche Beglaubigung genannt. Zur amtlichen Beglaubigung werden Behörden durch Landesgesetze befähigt. Die Rechtsgrundlage für die amtliche Beglaubigung von Unterschriften und Abschriften ist in den § 33 und § 34 Verwaltungsverfahrensgesetz (VwVfG) des Bundes bzw. in den Parallelbestimmungen der Bundesländer zu finden. Parallelbestimmungen im Sozialrecht sind die §§ 29, 30 Sozialgesetzbuch (SGB-X). Hierin ist geregelt, dass jede siegelführende Behörde zur amtlichen Beglaubigung befugt ist. Es muss sich stets um eine siegelführende Stelle handeln, weil das Dienstsiegel nach §§ 33 Abs. 3 Nr. 4 VwVfG als Bestandteil des Beglaubigungsvermerks zur Rechtswirksamkeit einer amtlichen Beglaubigung erforderlich ist.
Behörden dürfen amtlich nur dann Abschriften beglaubigen, wenn das unterschriebene Original von einer Behörde ausgestellt wurde oder die Abschrift zur Vorlage bei einer anderen Behörde benötigt wird. Dann wird mit Dienstsiegel und Unterschrift bestätigt, dass das Original vorgelegen hat und die Abschrift inhaltlich hiermit übereinstimmt. Diese amtliche Beglaubigung ist jeweils nur für die Vorlage bei einer Behörde gültig, die in dem Beglaubigungsvermerk genannt werden muss. Maschinell erstellten amtlichen Dokumenten (nicht unterschriebene Bescheide) fehlen die Echtheitsmerkmale eines Originaldokuments, sie können daher nicht beglaubigt werden. Ist durch Rechtsvorschrift die Erteilung beglaubigter Abschriften aus amtlichen Registern und Archiven anderen Behörden ausschließlich vorbehalten, so ist eine amtliche Beglaubigung ausgeschlossen. Bei bestimmten registerlichen Dokumenten (Personenstandsurkunden, Auszüge aus dem Vereinsregister, Grundbuchauszüge) bleibt die Beglaubigung mithin den ausstellenden Behörden vorbehalten.
Jede Verwaltungsbehörde ist nach § 65 BeurkG befugt, beglaubigte Abschriften ihrer eigenen Urkunden zu erstellen (§ 65 Satz 3 BeurkG), wobei die Formvorschriften des § 42 BeurkG nicht gelten, weil das BeurkG nicht auf amtliche Beglaubigungen anwendbar ist. Mit amtlichen Beglaubigungen bezeugt eine Behörde zum Zwecke der Verwendung in Verwaltungsverfahren oder für sonstige Zwecke, für die eine öffentliche Beglaubigung nicht vorgeschrieben ist, die Echtheit einer Unterschrift (oder eines Handzeichens) oder die Richtigkeit der Abschrift einer Urkunde, die nicht von einer Behörde ausgestellt ist. Die Beweiskraft dieser amtlichen Beglaubigungen beschränkt sich auf den in dem Beglaubigungsvermerk genannten Verwendungszweck. Die Befugnis der Verwaltungsbehörden, Abschriften ihrer eigenen Urkunden oder von Urkunden anderer Verwaltungsbehörden in der dafür vorgeschriebenen Form mit uneingeschränkter Beweiskraft zu beglaubigen, bleibt unberührt.

## Beglaubigung durch Notare

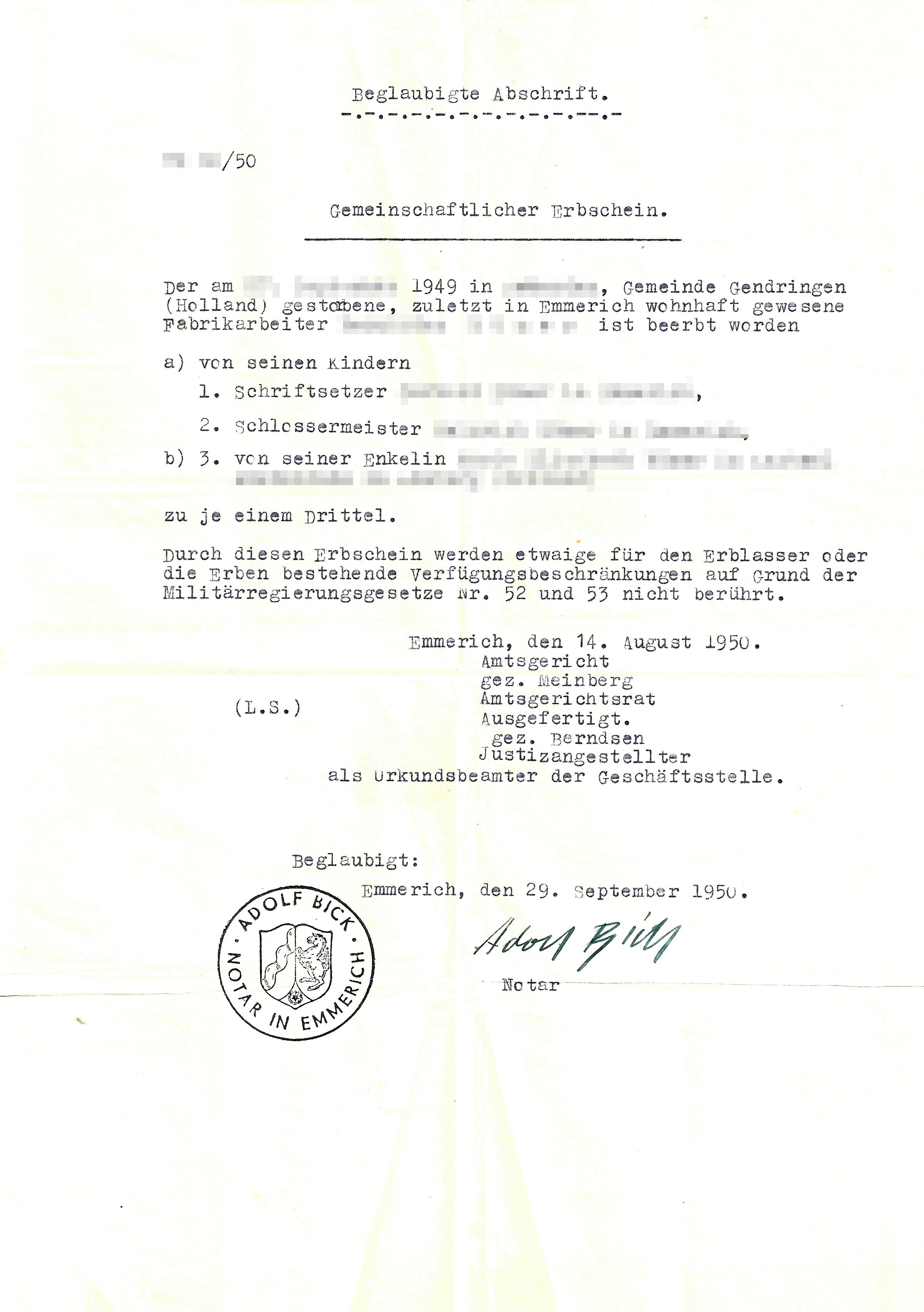
Beglaubigte Abschrift eines gemeinschaftlichen Erbscheins, Amtsgericht Emmerich, 1950

Zuständig für die öffentliche Beglaubigung von Abschriften sind gemäß § 20 BNotO ausschließlich Notare. Diese öffentliche Beglaubigung ist im Hinblick auf Herkunft oder Inhalt der Originale bzw. ihren Adressatenkreis nicht so eingeschränkt wie die amtliche Beglaubigung. Bei seiner Amtstätigkeit erteilt der Notar hierbei das Zeugnis, dass eine Abschrift, ein Abdruck, eine Ablichtung oder ähnliches mit der vorgelegten Hauptschrift (Urschrift, Ausfertigung, einfache oder beglaubigte Abschrift, Schriftstück, Zeichnung, Plan usw.) inhaltlich übereinstimmt. Gelegentlich wird ein Notar gebeten, eine einfache Abschrift mit einem Beglaubigungsvermerk zu versehen im irrigen Glauben, diese würde durch Prägesiegel und die Unterschrift des Notars rechtlich verbindlicher; dem ist nicht so. Aus einer einfachen Abschrift wird durch Beglaubigung keine „beglaubigte Abschrift“, so dass hierdurch kein juristischer „Mehrwert“ geschaffen wird. Der Notar stellt mit seiner Beglaubigung lediglich fest, dass die Abschrift vorgelegen hat und mit der Urschrift übereinstimmt; mit dem Inhalt der Abschrift befasst er sich jedoch – bis auf erkennbare Mängel – nicht. Verbindlicher ist vielmehr die Ausfertigung, die jedoch nur von einer Urschrift und nur von einem Notar erstellt werden kann.

### Notarieller Beglaubigungsvermerk
Der Beglaubigungsvermerk ist ein einfaches Zeugnis nach § 39 BeurkG. In dem Beglaubigungsvermerk ist festzuhalten, ob die Hauptschrift eine Urschrift, Ausfertigung, beglaubigte oder einfache Abschrift ist (§ 42 Abs. 1 BeurkG). In diesem Zusammenhang obliegt es dem Notar zu prüfen, ob die Hauptschrift Mängel enthält. Denn § 42 Abs. 2 BeurkG zählt ausdrücklich Lücken, Änderungen oder Durchstreichungen oder ähnliche Veränderungen auf, die der Notar in seinem Beglaubigungsvermerk festzustellen hat. Die beglaubigte Abschrift ist eine Zweitschrift (= Abschrift) einer Urkunde, bei der durch den Beglaubigungsvermerk der inhaltliche Gleichlaut mit der Hauptschrift bestätigt wird. Das Original, von dem die beglaubigte Abschrift gefertigt wird, kann Urschrift, Ausfertigung oder selbst beglaubigte Abschrift der Urkunde sein und muss nicht vom Notar selbst stammen. Wirksamkeitserfordernisse sind die Bestätigung des inhaltlichen Gleichlauts mit der Hauptschrift, die Unterschrift des Ausstellers sowie das Anbringen des notariellen Präge- oder Farbdrucksiegels. Zudem sind Ort und Datum der Ausstellung anzugeben. Haupturkunde ist die Urkunde, von der eine Abschrift erstellt werden soll. Haupturkunden können öffentliche oder private Urkunden, Urschriften, Ausfertigungen oder Abschriften sein. Auch von Personenstandsurkunden können notariell beglaubigte Abschriften erstellt werden; diese sind selbst jedoch keine Personenstandsurkunde im Sinne des § 55 PStG und genießen nicht deren Beweiskraft. Allerdings genügt die Einreichung einer notariell beglaubigten Kopie einer Personenstandsurkunde beim Grundbuchamt, da öffentliche Urkunde im Sinne des § 29 Abs. 1 Satz 2 GBO auch eine durch Beglaubigung des Notars zur öffentlichen Urkunde gemachte Kopie der ordnungsgemäß ausgestellten Personenstandsurkunde darstellt.

## Beweiskraft
Für die Beweiskraft einer Abschrift im Rahmen des Urkundenbeweises gelten zivilprozessrechtliche Beweisregeln, die den Tatrichter zu einem bestimmten Verständnis eines Sachverhalts zwingen (§ 286 Abs. 2 ZPO). Die Vorlage des Originals dient dazu, Echtheit und (äußere) Fehlerfreiheit der Urkunde hinreichend sicher festzustellen. Bei Privaturkunden ist grundsätzlich am Gebot der Vorlage des Schriftstücks, das die Unterschrift im Original aufweist, festzuhalten, weil nur anhand dieser Urschrift Echtheit und Fehlerfreiheit der Urkunde hinreichend sicher festgestellt werden können. Der Urkundenbeweis kann bei einer Privaturkunde ausschließlich durch Vorlegung der Urschrift nach § 420 ZPO angetreten werden. Die in Urschrift vorgelegte unterschriebene Privaturkunde erbringt, wenn sie echt und fehlerfrei ist, Beweis dafür, dass der Aussteller die in der Urkunde enthaltenen Erklärungen abgegeben hat (§ 416 ZPO).
Eine einfache Abschrift ist keine Urkunde, weil sie als solche nicht erkennen lässt, von wem sie herrührt und zudem lediglich eine Reproduktion des Originals darstellt, ohne dass jemand die Gewähr für ihre Richtigkeit übernimmt. Die bloße Ablichtung (Fotokopie) einer Urkunde ist als solche ebenfalls keine Urkunde im Sinne der §§ 415 ff. ZPO. Die beglaubigte Abschrift erfüllt „hinsichtlich der Beglaubigung“ die Erfordernisse einer öffentlichen Urkunde und wird mit der Urschrift einer öffentlichen Urkunde gleichgestellt (§ 435 Satz 1 ZPO). Nach der Rechtsprechung des Bundesgerichtshofes kann die Vorlage einer Privaturkunde in beglaubigter Abschrift der Vorlage der Urschrift nicht gleichgesetzt werden, weil die Echtheit und (äußere) Fehlerfreiheit des Originals nicht sicher feststellbar ist.
Steht die Übereinstimmung einer lesbaren, unbeglaubigten Schriftstückskopie nach der freien Überzeugung des Gerichts mit dem Original fest, dann kann damit auch ein Urkundenbeweis erbracht werden. Soweit bei Vorlage der Schriftstückskopie keine Zweifel an der Echtheit und Unverfälschtheit des Originals oder der Reproduktion, insbesondere wegen Fehlens eines entsprechenden Parteivortrags, bestehen, ist die Aussagekraft der Kopie – verglichen mit der des Originals – gleichwertig, denn, dass die unbestritten echte Erklärung den lesbaren und keinen anderen Inhalt enthält, lässt sich einer Kopie so gut wie einem Original entnehmen.
Wird eine Originalurkunde in irgendeiner Form vervielfältigt, so wird nach § 267 StGB (Urkundenfälschung) wie folgt unterschieden: notarielle Ausfertigungen haben dieselbe Qualität wie das Original, weil sie es ersetzen. Bei beglaubigten Abschriften stellt der Beglaubigungsvermerk eine Urkunde dar, die in Verbindung mit ihrem Inhalt als zusammengesetzte Urkunde und Beweismitteleinheit gilt. Bei einfachen Abschriften fehlt der Urkundencharakter, weil der Aussteller der Abschrift nicht erkennbar ist und sie die Erklärung nicht selbst enthalten, das gilt auch für Fotokopien. Gescannte Urkunden mit Unterschrift werden im Rechtsverkehr wie Urkunden angesehen.

## Sonstiges
Vor Erfindung des Buchdrucks waren Abschriften von ganzen Büchern üblich. Wird bei der Kopie das verwendete Schriftsystem gegenüber der Vorlage geändert, so spricht man üblicherweise nicht von einer Abschrift, sondern von einer Umschrift bzw. Transkription.